# Apollo-asteroid
För andra betydelser, se Apollo.

Apolloasteroiderna (visas grönt). Solen är i centrum, med planeterna Merkurius (grå), Venus (svart), jorden (blå), och Mars (röd).

Apollo-asteroiderna är en kategori av jordnära asteroider som har fått namn efter den först upptäckta asteroiden i kategorin: 1862 Apollo, upptäckt av Karl Wilhelm Reinmuth. De korsar jordens omloppsbana och de har ett medelavstånd till Solen på mer än 1 AU och har sitt perihelium mindre än 1,017 AU från Solen. Några av dem kommer mycket nära jorden och utgör ett potentiellt hot mot planeten.
Den största kända Apollo-asteroiderna är 1866 Sisyphus som har en diameter på cirka 8 km.
Bland de mest kända Apolloasteroiderna finns:
| Namn                   | År   | Upptäckare                            |
| ---------------------- | ---- | ------------------------------------- |
| 2007 VK184             | 2007 | Catalina Sky Survey                   |
| 69230 Hermes           | 1937 | Karl Reinmuth                         |
| 1950 DA                | 1950 | Carl Alvar Wirtanen                   |
| 25143 Itokawa          | 1998 | LINEAR                                |
| 6489 Golevka           | 1991 | Eleanor F. Helin                      |
| 4769 Castalia          | 1989 | Eleanor F. Helin                      |
| 4660 Nereus            | 1982 | Eleanor F. Helin                      |
| 4581 Asclepius         | 1989 | Henry E. Holt, Norman G. Thomas       |
| 4486 Mithra            | 1987 | Eric W. Elst, Vladimir Sjkodrov       |
| 4197 Morpheus          | 1982 | Eleanor F. Helin, Eugene M. Shoemaker |
| 4183 Cuno              | 1959 | Cuno Hoffmeister                      |
| 4179 Toutatis          | 1989 | Christian Pollas                      |
| 4015 Wilson-Harrington | 1979 | Eleanor F. Helin                      |
| 3200 Phaethon          | 1983 | Simon F. Green, John K. Davies / IRAS |
| 2101 Adonis            | 1936 | Eugène Joseph Delporte                |
| 2063 Bacchus           | 1977 | Charles T. Kowal                      |
| 1866 Sisyphus          | 1972 | Paul Wild                             |
| 1862 Apollo            | 1932 | Karl Reinmuth                         |
| 1685 Toro              | 1948 | Carl Alvar Wirtanen                   |
| 1620 Geographos        | 1951 | Albert G. Wilson, Rudolph Minkowski   |
| 1566 Icarus            | 1949 | Walter Baade                          |
| 161989 Cacus           | 1978 | Hans-Emil Schuster                    |